# Cionodon
 Cionodon  ist eine dubiose (zweifelhafte) Gattung aus der Familie der Hadrosauridae. Fossilien der Gattung werden in das Maastrichtium der Oberkreide datiert und stammen aus der Denver-Formation in Colorado. Die Typusart der Gattung ist Cionodon arctatus.    

## Funde
Das erste Fossil, das Cionodon zugeordnet wurde, wurde 1874 von dem Paläontologen Edward Drinker Cope als Cionodon („Säulenzahn“) beschrieben. Die Überreste waren allerdings sehr fragmentarisch erhalten, weshalb Cionodon heute als nomen dubium gilt. Des Weiteren ordnete man weiteres, ebenfalls nur fragmentarisch erhaltenes Material zwei anderen Arten zu: Cionodon kysylkumensis aus Asien und Cionodon stenopsis aus Westkanada.

## Systematik
Ciondon wurde bei seiner Erstbeschreibung durch Edward Drinker Cope im Jahr 1874 als Vertreter der Hadrosauridae identifiziert, einer in der Oberkreide in Nordamerika und Asien weit verbreitete Familie der Ornithopoda. Da die Gattung jedoch auf der Basis von fragmentarischem Fossilienmaterial errichtet wurde, war eine genauere Zuordnung innerhalb der Hadrosauridae unmöglich. Ein Jahr nach Erstbeschreibung des Taxons stellte Cope die Spezies C. stenopsis anhand von spärlich erhaltenen Fossilien aus dem westlichen Kanada auf. Eine dritte Art, C. kysylmensis basierte auf fragmentarischen Fossilien aus Asien und wurde von Riabinin et al. 1931 aufgestellt. Diese Art wurde jedoch 1933 von dem Paläontologen Charles W. Gilmore  in die eigene Gattung Bactrosaurus gestellt.